# Doropygella psyllus
Doropygella psyllus är en kräftdjursart som först beskrevs av Tord Tamerlan Teodor Thorell 1859.  Doropygella psyllus ingår i släktet Doropygella, och familjen Notodelphyidae. Arten är reproducerande i Sverige.